# Bob Kortman
Robert Fred "Bob" Kortman, född 24 december 1887 i Philadelphia, död 13 mars 1967 i Long Beach, var en amerikansk skådespelare.
Kortman började sin karriär som skådespelare redan under stumfilmseran 1911 och fick ofta spela osympatiska roller i flera komedifilmer och västernfilmer, varav flera med Tom Mix.
Han gifte sig med skådespelerskan Gonda Durand 1922, som ofta fick spela med i filmer producerade av Mack Sennett.

## Filmografi (i urval)
- 1923 – Ringaren i Notre Dame
- 1926 – Fresterskan
- 1927 – Duck Soup
- 1927 – Soluppgång
- 1931 – In igen och ut igen!
- 1931 – Alla tiders hjältar
- 1933 – Prilliga patrullen
- 1936 – On the Wrong Trek
- 1938 – Komedien om oss människor
- 1941 – Med tio cents på fickan
- 1951 – Sensationen för dagen[7]